# Domu - Sogni di bambini
Domu - Sogni di bambini (童夢?, Dōmu) è un manga disegnato fra il 1980 e il 1981 da Katsuhiro Ōtomo. Il nome Domu è composto da due kanji che vogliono dire rispettivamente "bambino" e "sogno", quindi il titolo è traducibile come "sogno di bambino". Questo è il primo successo internazionale dell'autore, vincitore in Giappone dello Science Fiction Grand Prix Award, premio mai andato prima ad un'opera a fumetti. Nel 1984 ha ricevuto il prestigioso Premio Seiun come miglior fumetto fantascientifico/fantasy dell'anno.
In Italia Domu - Sogni di bambini è stato pubblicato sulla rivista Comic Art in più uscite tra il numero 90 dell'aprile 1992 e il numero 105 del luglio 1993. In seguito il manga è stato pubblicato in due volumi editi dall'editrice Comic Art. Nel settembre 2005 il fumetto è ripubblicato in un volume unico sul numero 52 della collana I classici del fumetto di Repubblica - serie oro.

## Trama
La vicenda si dipana in una Tokyo insolita di case popolari, emarginazione e problemi familiari. In un grosso caseggiato di periferia si sussegue una serie di misteriosi incidenti: suicidi inspiegabili, infortuni domestici, morti improvvise. All'inizio della storia, sono morte almeno venticinque persone. La situazione diventa talmente sospetta che la polizia apre un'indagine ufficiale. L'ispettore Yagamawa e il detective Takayama sono i principali artefici delle indagini. Yagamawa tuttavia muore suicidandosi misteriosamente dopo aver trovato una buona pista per scovare l'assassino, ed a Takayama rimane l'ingrato compito di continuare da solo l'indagine. L'investigatore, in certi casi, vede il fantasma di Yagamawa che sembra volerlo guidare. Presumendo che possa esserci qualcosa di sovrannaturale, Takayama si reca all'università dove incontra il professor Kinsu, che come hobby ha studiato lo sciamanismo in modo molto approfondito. Questi fornisce all'investigatore i contatti per incontrare la medium Noriko Nomura, una donna molto dotata, per chiedere il suo aiuto nelle indagini. Portata nel quartiere, la donna resta paralizzata e osserva con terrore gli edifici, dichiarando di non aver mai percepito prima una forza tanto nefasta e di non avere alcun potere per fermare ciò che si cela in quel luogo, decidendo quindi di andarsene immediatamente. Nomura avverte Takayama di scappare subito, dicendo che qualcosa di terribile sta per accadere e che molte altre persone moriranno, avvertendolo di fare attenzione al "bambino".

L'artefice dei delitti è un vecchietto sessantacinquenne dall'apparenza innocuo, il signor Cho, collezionista di cianfrusaglie. In realtà gli oggetti che custodisce gelosamente in casa sono il bottino che recupera dalle vittime. Il signor Cho è dotato di strani e immensi poteri telepatici che riescono a manipolare il cervello umano, costringendo i suoi bersagli ad agire secondo il suo volere. Inoltre riesce anche a modificare allo stesso modo la realtà circostante, per esempio librandosi in volo o interagendo con gli oggetti a distanza, teletrasportarsi e diventare intangibile passando attraverso i muri. Per il signor Cho provocare incidenti alle persone non è altro che un divertimento, un gioco perverso. Ciò sembra dovuto da un principio di malattia di demenza senile. Tempo prima egli viveva insieme a sua figlia e alla sua famiglia, ma comportandosi come un parassita, essi si trasferirono abbandonandolo a se stesso. L'unica persona che sembra potersi contrapporre a lui è una bambina di nome Ecchan, dotata degli stessi poteri e altrettanto potente. Tra i due scoppia una sorta di guerra nella quale Cho fa di tutto per portare a termine i suoi infausti progetti, mentre Ecchan cerca con tutte le sue forze di impedire che si verifichino altre tragedie. A contorno di questa vicenda principale si dipanano le storie degli altri personaggi e le indagini di Takayama. La situazione precipita sempre di più e la guerra tra i due protagonisti diventa sempre più aspra fino a sfociare nel climax finale in cui viene coinvolto tutto il palazzo e perdono la vita moltissime persone, coinvolte loro malgrado dalla lotta dei due potenti esper. Cho per divertimento ha ucciso intanto alcuni amici di Ecchan. Questa colma di rabbia scatena tutto il suo potere su Cho sopraffacendolo, venendo infine sconfitto. La lotta termina così con la vittoria di Ecchan sul perfido uomo.
Alla fine del conflitto la polizia ferma il signor Cho, che però viene rilasciato perché mentalmente instabile. Lo scontro con la bambina ha prosciugato la poca lucidità mentale che gli era rimasta facendolo tornare alla stato infantile. L'investigatore Takayama comprende infine che il bambino di cui parlava la medium Nomura era proprio Cho. Quindi tutto lo scontro di cui sono partecipi i due protagonisti è in realtà un gioco di bambini, o per meglio dire, il folle sogno di due bambini. Tuttavia Ecchan non riuscirà a perdonare al vecchio il male che ha fatto alle persone e ai suoi amici e, al termine della storia, gli provoca un infarto uccidendolo.

## Membri del condominio
- Etsuko:è una bambina di nove anni appena trasferitasi con la famiglia nel condominio. Dotata di immensi poteri telepatici, simili a quelli del signor Cho, comprende subito che l’anziano è come lei, ma usa le sue abilità per compiere atti malvagi contro gli inquilini. Etchan, però, gli tiene testa, cercando di impedirgli di provocare stragi. Ignora che la polizia stia indagando per scoprire il responsabile delle morti nel condominio, causate da Cho. Tra i due scoppierà una lotta segreta che porterà devastazione in tutto il quartiere. Verso la fine, Etchan scatenerà furiosamente tutto il suo potere contro Cho, dopo che questi ha ucciso Hiroshi e Yoshio. Etsuko, è in grado di smaterializzarsi, teletrasportarsi ovunque desideri, rendersi intangibile, volare e alterare la gravità a suo piacimento e muovere gli oggetti o distruggerli a distanza.

- Cho: principale antagonista della storia, è un uomo di sessantacinque anni che vive da solo nel condominio. In passato aveva una famiglia, ma il suo comportamento parassitario l’ha portata ad abbandonarlo, lasciandolo solo. Si scopre che Cho è responsabile della morte delle prime venticinque persone trovate nel condominio. Grazie ai suoi enormi poteri telepatici, agisce indisturbato, causando la rovina degli altri per puro divertimento. Questo comportamento sembra derivare da un principio di demenza senile che lo ha fatto regredire a uno stato infantile. Cho si comporta come un bambino, e i danni che provoca sono il risultato di un gioco perverso. Poco tempo dopo, nel condominio si trasferisce una nuova famiglia con una bambina, Etsuko. Cho tenta di far precipitare un neonato da un balcone, ma Etsuko, che possiede gli stessi poteri telepatici, lo salva. La bambina prende subito in antipatia l’uomo, intuendo immediatamente che è come lei, e lo avverte di non molestare gli altri. Cho cerca di reagire, ma Etchan dimostra di poterlo contrastare. Terrorizzato dall’esistenza di qualcuno in grado di opporglisi, Cho vede la bambina come una grave minaccia. Rivela che tutto ciò che fa è un gioco che ama fare da solo, e si mostra indispettito e arrabbiato perché Etchan gli impedisce di divertirsi.

- Tezuka: donna che vive nell’appartamento 783. Gli inquilini la considerano la persona più inquietante del condominio. Ha subito un aborto spontaneo e la perdita del bambino le ha causato una crisi di nervi facendola impazzire. Suo marito sembra averla abbandonata, dopo il suo ricovero in un ospedale psichiatrico. È stata rilasciata poiché i medici hanno ritenuto che non rappresentasse un pericolo, ma Tezuka non si è mai ripresa dallo shock vagando per il condominio spingendo un passeggino vuoto.

- Yoshio Fujisama: ragazzo che vive con la madre nel palazzo 2, al quinto piano. Viene chiamato da tutti Yocchan. Soffre della sindrome di Down e viene trattato con cautela per il corpo enorme che gli conferisce grande forza. Si rifugia spesso a casa del custode per le bambine che lo prendono in giro.

- Yoshikawa: vive nell'appartamento 411 del palazzo 3. Prima era un camionista, ma subì un incidente che gli rovinò le gambe. Perdendo il lavoro divenne alcolizzato. A causa di questo divenne violento con la moglie, al punto che fu necessario chiamare la polizia. La moglie infine scappò abbandonandolo a se stesso con il figlio.

- Hiroshi Yoshikawa:figlio di Yoshikawa. Dopo che sua madre lo abbandonò rimase col padre alcolizzato. Diventa amico di Etchan e Yoshio.

- Ben Sasaki: vive con la madre nel condominio e cerca di farsi ammettere all'università. Ha una passione per i modellini di aereoplani. Cho lo userà come una marionetta per attaccare Etchan, spingendolo infine a tagliarsi la gola.

- Takashima Nobuko: donna che vive nell'apartamento 1018. I suoi parenti, terrorizzati dalle continue morti avvenute nel palzzo, hanno scelto di trasferirsi da alcuni familiari a Kamedo.

## Gruppo investigativo
- Yamagawa:l'ispettore capo che ha preso in mano il caso del condominio. Nonostante l'età decide di portare avanti l'indagine. Viene ucciso da Cho, dopo che questo si è divertito a farsi inseguire da lui per il condominio. Il suo fantasma verrà visto da alcuni suoi colleghi che sentono i suoi avvertimenti di scappare dal condominio.

- Okamura:nuovo capo ispettore che prende in mano le indagini dopo la misteriosa morte di Yamagawa. Nonostante le difficoltà comprende che l'assassino delle morti misteriose si aggira per il condominio. Inizia a vedere il fantasma di Yamagawa, il quel lo avverte di stare lontano dal condominio.

- Takayama:giovane polizziotto alle dipendenza di Okamura. Anche lui inizia come Okamura, a vedere il fantasma di Yamagawa. Inizierà a presumere che stia accadendo veramente qualcosa di sovrannaturale nel condominio.

## Altri
- Noriko Nomura:sciamana che pratica esorcismi. Takayama si rivolge direttamente a lei per investigare nel condominio. Nonostante le apparenze Noriko possiede dei veri poteri medium, in grado di percepire gli spiriti e le presenze. Trova interessante quello che sta accadendo e decide di aiutare il giovane polizziotto.

## Il mondo di Ōtomo
Domu può essere considerato uno dei precursori di Akira, le tematiche trattate nelle due opere sono simili: sono presenti strani e devastanti poteri mentali posseduti da bambini o da uomini che hanno la mente di bambini. Entrambe inoltre presentano il medesimo stile grafico: la presenza di campi lunghi, strutture claustrofobiche, personaggi molto caratterizzati, volti molto espressivi rispetto ai canoni "classici" del manga.
Un secondo precursore può essere considerato Fire Ball, una storia breve della raccolta Memorie, scritta dallo stesso autore. Come in Akira, anche qui si narra di una guerra civile combattuta dal popolo per la libertà contro un governo che ha segretamente sviluppato un'intelligenza artificiale per mantenere il controllo totale sulla società. I protagonisti, due fratelli, scatenano enormi poteri psichici che cambiano le sorti del conflitto, aprendo la strada a un nuovo inizio per il mondo.